# 諾曼 (北卡羅萊納州)
諾曼（英語：Norman）是一個位於美國北卡羅萊納州里奇蒙縣的城鎮。

## 人口
根據2020年美國人口普查的數據，諾曼的面積為1.46平方千米，皆為陸地。當地共有人口100人，而人口密度為每平方千米68人。